# Brighton International 1999
Il Brighton International 1999 è stato un torneo di tennis giocato sulla terra rossa. È stata la 22ª edizione del Brighton International, che fa parte della categoria International Series nell'ambito dell'ATP Tour 1999. Il torneo si è giocato a Bournemouth in Gran Bretagna, dal 13 al 19 settembre 1999.

## Campioni

### Singolare
Adrian Voinea ha battuto in finale  Stefan Koubek con il punteggio di 1–6, 7–5, 7–6(2)

### Doppio
David Adams /  Jeff Tarango hanno battuto in finale  Nicklas Kulti /  Michael Kohlmann con il punteggio di 6–3, 6(5)–7, 7–6(5)